# Marco Giuniano Giustino

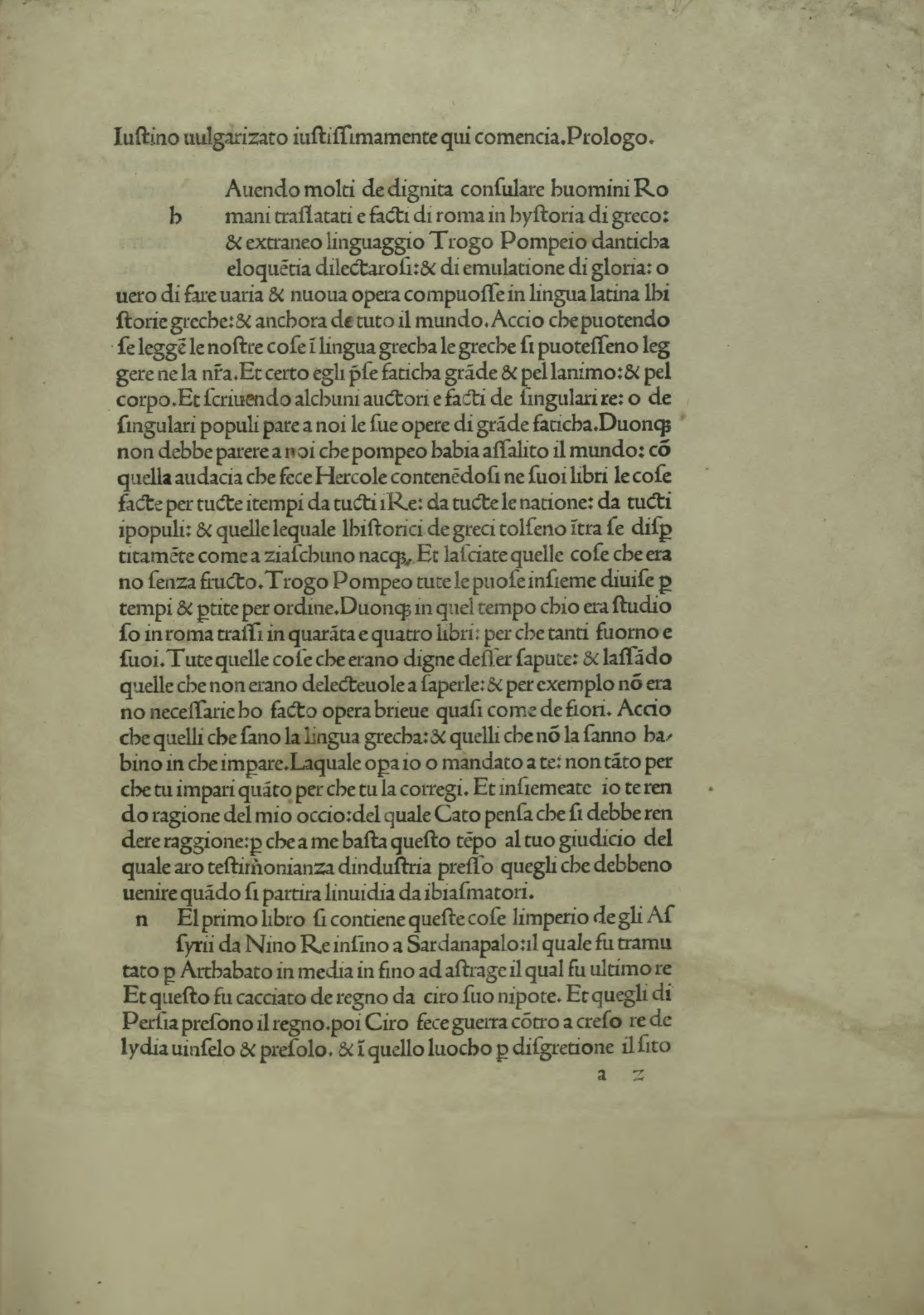
Incipit dellEpitome di Giustino nel volgarizzamento trecentesco pubblicato da Girolamo Squarciafico (Venezia, Giovanni da Colonia e Johannes Manthen de Gheretzem, 1477)

Marco Giuniano Giustino (in latino Marcus Iunianius (o Iunianus) Iustinus; fl. II-III secolo) è stato uno storico romano dell'epoca degli Antonini.

## Biografia
La datazione proposta per Giustino sarebbe da porre tra II e III secolo d.C. Secondo la lettera premessa alla sua unica opera pervenuta, in un periodo di riposo, durante il quale si trovava a Roma, si dedicò ad estrapolare dalle Historiae Philippicae di Pompeo Trogo ciò che riteneva degno di nota e utile alla lettura e all'educazione morale, proprio per formare "una specie di piccolo mazzo di fiori, perché i conoscitori di greco ne avessero un mezzo d'essere istruiti".
Dopo averla composta, la inviò ad un amico per fargliela correggere e per rendere conto del suo otium (dal che si deduce che fosse impegnato in politica). Ulteriore spia dell'impegno di Giustino a livello politico o quantomeno come insegnante di retorica è il fatto che egli usi un numero sostanziale di espressioni tecniche del diritto, attestate anche nel Digesto e nelle declamationes di Quintiliano.

## Opere
Di Giustino ci resta l'Epitoma Historiarum Philippicarum Pompei Trogi, ossia il riassunto (non sappiamo quanto rispondente in percentuale di testo conservato rispetto all'originale: forse circa un sesto) dell'opera dello storico narbonese d'età augustea. In effetti, Giustino resta fedele al proposito espresso nella Praefatio di estrapolare quanto non risultasse utile: eliminati i discorsi diretti, tipici della storiografia, e le digressioni troppo ampie, l'epitome di Giustino conserva lo scheletro della narrazione.
L'opera, interessante più per la parte aneddotica che per quella storica, spesso disordinata ed erronea, ebbe larghissima diffusione nella tarda romanità. Essa risulta un tipico esempio di epitome anche a livello stilistico, perché "nella forma e nella sostanza vi è la diseguaglianza propria di chi a volte si tiene vicino alla fonte, a volte se ne allontana così da compendiare intere pagine in brevi parole".

### Edizioni e traduzioni
- Le Storie filippiche, traduzione di Francesco Arnulf, Venezia, Antonelli Editore, 1856.
- (LA) Epitoma Historiarum Philippicarum Pompei Trogi, post Franciscum Ruehl iterum edidit Otto Seel, Stutgardiae, in aedibus B.G. Teubneri, 1972  [1935].
- Storie filippiche. Epitome da Pompeo Trogo, a cura di Luigi Santi Amantini, Milano, Rusconi, 1981.

### Studi
- Cinzia Bearzot, Franca Landucci (a cura di), Studi sull'Epitome di Giustino. I. Dagli Assiri a Filippo II di Macedonia, Collana Storia/Ricerche/Contributi storia antica, Milano, Vita e Pensiero, 2015, ISBN 978-88-343-2880-4.
- Cinzia Bearzot, Franca Landucci (a cura di), Studi sull'Epitome di Giustino. II. Da Alessandro Magno a Filippo V di Macedonia, Collana Ricerche/Storia/Contributi di Storia antica, Milano, Vita e Pensiero, 2016, ISBN 978-88-343-3107-1.
- Alice Borgna, Ripensare la storia universale. Giustino e l'Epitome delle Storie filippiche di Pompeo Trogo, Hildesheim, Georg Olms Verlag, 2018, ISBN 978-3-487-15660-6.
- Luigi Castiglioni, Studi intorno alle "Storie Filippiche" di Giustino, Collana Studia Historica, Napoli, Rondinelli, 1925.
- Leonardo Ferrero, Struttura e metodo dell'Epitome di Giustino, Torino, Università di Torino, 1957.
- (EN) John C. Yardley, Justin and Pompeius Trogus: A Study of the Language of Justin's Epitome of Trogus, Toronto, University of Toronto Press, 2003, ISBN 0-8020-8766-3.